# La Domestication de l'Être

La Domestication de l'Être. Pour un éclaircissement de la clairière (Die Domestikation des Seins. Für eine Verdeutlichung der Lichtung) est un essai du philosophe allemand Peter Sloterdijk publié en 2000 aux éditions Mille et une nuits et traduit par Olivier Mannoni. C'est le texte d'une communication au symposium "Cloner or not cloner" tenu au Centre Georges Pompidou à Paris du 28 au 30 mars 2000.
S'inspirant à nouveau du motif de la « clairière » de Martin Heidegger comme il l'avait fait dans Règles pour le parc humain (resté inachevé en raison de la polémique que ce texte a suscité) l'auteur propose de renouveler l'approche de l'auteur de Sein und Zeit en l'ouvrant à l'anthropologie, voire à une paléoanthropologie. Cette « ontoanthropologie » se propose de réfléchir sur la production de l'homme par lui-même en insistant notamment sur son rapport indissociable à l'espace ou l'environnement (Umwelt, selon le concept introduit par Jakob von Uexküll). 
Selon Sloterdijk, la domestication de l'Être passe par la distanciation de l'homme à l'égard de la nature, notamment par l'usage des outils. Cette thèse fait écho aux théories de Paul Alsberg et, avant lui, de Hugh Miller qui avait proposé le concept d'« insulation » par lequel il désignait la protection d'êtres vivants de l'extérieur par leurs semblables, notamment de la femme et des enfants.
Ces « anthropotechniques » se prolongent dans les technologies génétiques actuelles qui remettent en question la définition de l'homme et mettent en évidence l'idée d'une autoproduction de l'homme que le philosophe jésuite Karl Rahner avait désigné durant les années 1960 par l'expression d'« homme opérable » (Operable Mensch).

## Chapitres
- I. Les grandes circonstances
- II. Etsi homo non daretur (« Même si l'homme n'était pas donné »)
- III. Penser la clairière, ou: la production du monde est le message
- IV. L'homme opérable. De l'allotechnique à l'homéotechnique

## Édition
- La Domestication de l'Être. Pour un éclaircissement de la clairière, traduit de l'allemand par Olivier Mannoni, Paris, Mille et une nuits, 2000.  (ISBN 2-84205-503-9)